# Kriegsbach
Der Kriegsbach ist ein 3,2 km langer, orografisch rechter Nebenfluss des Finkenbachs in Rheinland-Pfalz, Deutschland.

## Name
Der Name ist aus einer Verkürzung von Kriegsfeldbach entstanden. Der Name Kriegsfeld wiederum setzt sich aus einem althochdeutschen Personennamen und dem Grundwort -feld zusammen.

## Geographie
Er entspringt am südlichen Ortsrand von Kriegsfeld auf einer Höhe von 350 m ü. NN. Der im Oberlauf öfters trockenfallende Bach fließt nach Nordosten und mündet auf 245 m ü. NN rechtsseitig in den Finkenbach.
Nach seinem 3,2 km langen Weg mit mittlerem Sohlgefälle von 32,8 ‰ mündet der Kriegsbach etwa 105 Höhenmeter unterhalb seines Ursprungs. Er entwässert ein 5,058 km² großes Einzugsgebiet über Finkenbach, Wiesbach, Nahe und Rhein zur Nordsee.

## Umwelt
Der Kriegsbach ist ein feinmaterialreicher, karbonatischer Mittelgebirgsbach. Seine Gewässerstrukturgüte wird überwiegend mit stark (Güteklasse V) bis vollständig verändert (Güteklasse VII) angegeben. Nur einige Abschnitte vor der Mündung in den Finkenbachsind als deutlich verändert (Güteklasse IV) eingestuft. Die Gewässergüte des Finkenbachs wird für den gesamten Verlauf mit mäßig belastet (Güteklasse II) eingestuft. (Stand: 2005)